# Polidamante
Na mitologia Grega, Polidamante, filho de Panthous foi um comandante e amigo de Heitor durante a Guerra de Troia. Ele nasceu na mesma noite que Heitor e era seu companheiro, enquanto Heitor era mais hábil com a lança, Polidamante era mais hábil com a palavra.
Nas cenas de guerra descritas na Ilíada, Polidamante avisa constantemente Heitor, pedindo-lhe cautela na forma como ele aborda a batalha. Na maior parte das vezes, Heitor não atende aos pedidos de Polidamante. Perto do final da Ilíada, quando Aquiles cessa a sua ira para com Agamémnon e decide juntar as suas forças às dos restantes Aqueus, Polidamante avisa Heitor e os Troianos para que retirem para dentro das muralhas, mas Heitor repreende-o e não segue o seu conselho, enfrentando Aquiles e morrendo.
Homero e Virgílio não dizem nada sobre o seu destino final, mas este terá perecido com a maioria da população de Troia quando os Gregos tomaram a cidade.